# VfB Königsberg
Der VfB Königsberg war ein deutscher Sportverein aus der ostpreußischen Hauptstadt Königsberg. Der Verein wurde am 7. Juli 1900 als FC 1900 Königsberg gegründet und 1907 in VfB Königsberg umbenannt. Mit elf baltischen Fußballmeistertiteln und fünf Siegen in der Gauliga Ostpreußen war Königsberg der erfolgreichste ostpreußische Fußballverein.

## Fußball
Am 7. Juli 1900 war es der damals 18 Jahre alte Hans Weinberg, der mit sieben sportbegeisterten Schülern des Kneiphöfschen Gymnasiums den Fußball-Club Königsberg als Vorläufer des späteren VfB Königsberg gründete. Der ehemalige FC Königsberg-Spieler Alfred Hirsch gründete am 1. August 1902 mit sieben Mitstreitern den SC Ostpreußen Königsberg, Vorläufer der SpVgg ASCO Königsberg. Aus dem SC Ostpreußen Königsberg wiederum wurden von ehemaligen Mitgliedern der FC Prussia Königsberg, der später im SV Prussia-Samland Königsberg aufging, gegründet. Der FC Königsberg zählt somit als Wiege des Fußballspiels in der Stadt.
Der FC 1900 Königsberg war 1904 eines der Gründungsmitglieder des Verbandes Königsberger Ballspiel-Vereine (VKBV) und gewann im selben Jahr die erste Königsberger Stadtmeisterschaft. Auch in den kommenden drei Spielzeiten konnte sich der FC 1900 Königsberg die Stadtmeisterschaft sichern, für die Teilnahme an der deutschen Fußballmeisterschaft wurden die Vereine im VKBV jedoch nicht berücksichtigt. Nach der Gründung des Baltischen Rasensport-Verbandes (BRV) (später Baltischer Rasen- und Wintersport-Verband (BRWV)) am 26. Januar 1908 wurden die Königsberger Vereine in den neuen Verband übernommen, dem VfB Königsberg gelang auf Anhieb der Sieg der baltischen Fußballmeisterschaft 1907/08 und durfte somit an der Endrunde um die deutsche Fußballmeisterschaft 1907/08 teilnehmen. Nach einer 0:7-Niederlage im Erstrundenspiel am 12. April 1908 gegen Viktoria 89 Berlin schieden die Königsberger jedoch frühzeitig aus dem Bewerb aus. Auch 1908/09 sicherte sich der Verein erneut die Fußballmeisterschaft des BRWVs. In den kommenden Jahren wurde die bisherige Dominanz des VfB Königsberg jedoch durchbrochen, 1910, 1913 und 1914 setzte sich der Lokalrivale SV Prussia-Samland Königsberg durch, 1911 erreichte VfB Königsberg zwar die baltische Endrunde, verlor in dieser jedoch erstmals in seiner Geschichte gegen einen Verein außerhalb von Königsberg. Die überraschende 1:3-Niederlage gegen den SV Allenstein besiegelte das Aus im Halbfinale. 1911/12 erreichte der Verein immerhin das Finale um die baltische Fußballmeisterschaft, unterlag in diesem jedoch dem BuEV Danzig mit 2:3.
Nach dem Ersten Weltkrieg dominierte der VfB Königsberg erneut die Fußballmeisterschaften des BRWV. Bis 1930 gewann der Verein insgesamt elf Mal den baltischen Fußballmeistertitel, wobei den Königsbergern die Meisterehren von 1921 und 1922 erst nach Protesten am grünen Tisch zuerkannt wurden. Dies hatte zur Folge, dass in diesem Zeitraum zweimal der Meisterschaftszweite (1921 Stettiner SC und 1922 Titania Stettin) bei der Endrunde zur deutschen Meisterschaft antreten konnte. Bei der deutschen Fußballmeisterschaft schied der VfB Königsberg überwiegend bereits in der ersten Runde aus. Nur zweimal bis 1933 konnte die erste Runde überstanden werden, 1922/23 durch ein Freilos und 1927/28 durch ein 3:2-Auswärtssieg über den Breslauer SC 08. Gegen den Hamburger SV waren die Ostpreußen jedoch in der nächsten Runde im eigenen Maraunenhof-Stadion klar unterlegen und verloren das Spiel am 28. Juli 1928 mit 0:4.
Ab den 1930er büßte der Verein vorerst seine Dominanz ein, in der Stadt konnte Lokalrivale SV Prussia-Samland Königsberg die Führung übernehmen, in Ostpreußen bekam Königsberg außerdem zusehends Konkurrenz vom SV Hindenburg Allenstein sowie vom SV Viktoria Stolp und den Danziger Vereinen. Nach Machtübernahme der Nationalsozialisten 1933 wurden die bisherigen Fußballverbände aufgelöst und durch Fußballgaue ersetzt, der VfB Königsberg qualifizierte sich für die neu geschaffene Gauliga Ostpreußen. Doch auch in der neuen Liga konnte Königsberg vorerst nicht an alte Erfolge anknüpfen, die Militärsportvereine SV Hindenburg Allenstein und Yorck Boyen Insterburg dominierten die Liga. In der Spielzeit 1934/35 wurde der VfB Königsberg gar Vorletzter. Erst mit Beginn des Zweiten Weltkrieges begann eine erneute Dominanz des VfB Königsbergs, der Verein gewann ab der Spielzeit 1939/40 sämtliche ausgetragenen Gaumeisterschaften Ostpreußens, auch, weil sich die bisherigen Gaumeister SV Hindenburg Allenstein und Yorck Boyen Insterburg als Militärsportvereine wegen des Weltkriegs vom Spielbetrieb zurückziehen mussten. In keiner der fünf gewonnenen Spielzeiten der Gauliga musste der VfB Königsberg mehr als eine Niederlage kassieren, 1940/41 und 1943/44 beendete der Verein gar ohne Niederlage (dafür jeweils mit 2 Unentschieden). Bei den deutschen Fußballmeisterschaften blieb Königsberg jedoch erfolglos, nur 1941/42 erreichte der Verein das Viertelfinale.

### Erfolge
- 5 × Meister der Gauliga Ostpreußen: 1940, 1941, 1942, 1943, 1944
- 11 × Baltischer Fußballmeister: 1908, 1909, 1921, 1922, 1923, 1924, 1925, 1926, 1928, 1929, 1930
- 16 × Teilnahme an der Endrunde um die deutsche Meisterschaft: 1908, 1909, 1923, 1924, 1925, 1926, 1927, 1928, 1929, 1930, 1931, 1940, 1941, 1942, 1943, 1944
- 13 × Meister von Königsberg: 1903/04, 1904/05, 1905/06, 1906/07, 1907/08, 1908/09, 1910/11, 1911/12, 1920/21, 1921/22, 1922/23, 1923/24, 1924/25
- 12 × Meister von Ostpreußen: 1920/21, 1921/22, 1922/23, 1923/24, 1924/25, 1925/26, 1926/27, 1927/28, 1928/29, 1929/30, 1930/31, 1931/32

### Bekannte Spieler
- Hans Atzesberger
- Kurt Baluses
- Hans Berndt
- Herbert Burdenski
- Paul Gehlhaar
- Eduard Krause
- Kurt Krause
- Udo Lattek (Junioren)
- Kurt Lingnau
- Pepp Münster
- Bruno Neumann
- Richard Reicke
- Rolf Rohrberg
- Erwin Scheffler
- Rudolf Schönbeck

### Sportplatz
Der VfB Königsberg spielte seit 1905 auf dem Walter-Simon-Platz am Ort des heutigen Baltika-Stadions. 1921 wurde ein eigenes Stadion an der Aschmannallee in Maraunenhof fertiggestellt, das zur neuen Heimstätte des Vereins wurde. Wichtige Spiele wurden später auch auf dem Sportplatz von Prussia Samland in der Steffeckstraße sowie auf dem Sportplatz am Friedländer Tor ausgetragen. Dieser hatte ein Fassungsvermögen von 22.000 Zuschauern (Tribüne 750, Sitzplätze 3000). Der Zuschauerrekord (1937) war 18.000 Zuschauer.

## Eishockey
1927 war der VfB Königsberg zur deutschen Meisterschaft qualifiziert, trat aber nicht an. Im folgenden Jahr wurde aufgrund eines Einspruchs die Ostdeutsche Meisterschaft für noch nicht beendet erklärt, so dass der VfB nicht zugelassen wurde. In den folgenden beiden Jahren trat er hingegen an und verlor 1931 erst im Finale gegen den Berliner Schlittschuhclub.

## Auflösung des Vereins
Nach dem Zweiten Weltkrieg wurde Ostpreußen von der Sowjetunion annektiert. Der VfB Königsberg wurde aufgelöst, wie auch der Stadtkonkurrent SV Prussia-Samland Königsberg und alle übrigen deutschen Vereine und Einrichtungen. Die Mehrzahl der Spieler floh nach Kriegsende Richtung Schleswig-Holstein, mindestens sieben Fußballspieler des VfB Königsbergs schlossen sich dem Itzehoer SV an.

## Logos

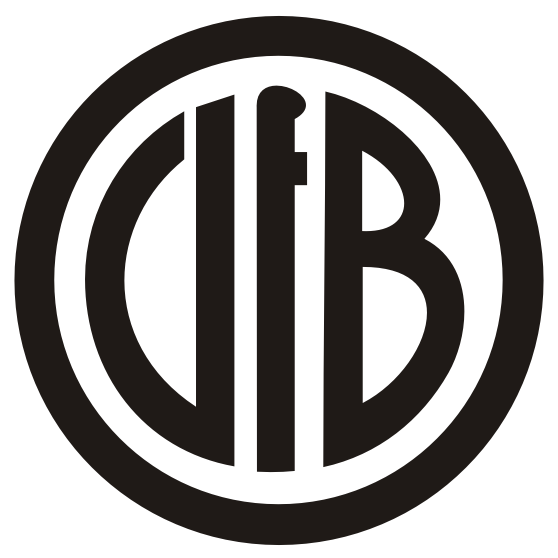
Erstes Logo des VfB Königsberg
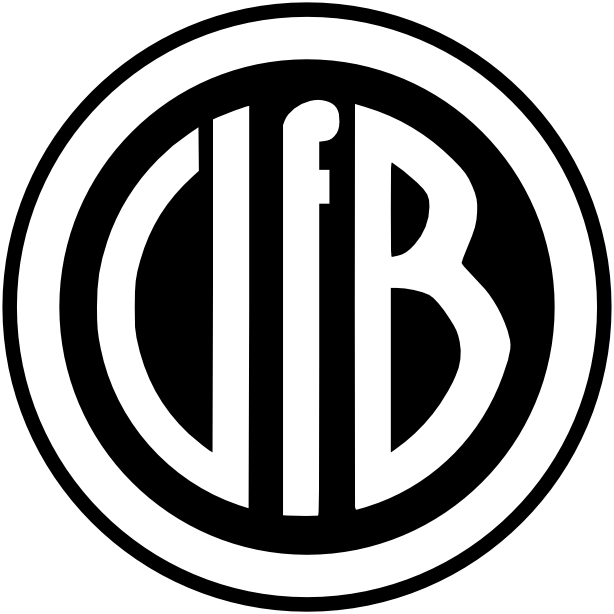
Logo zum 25-jährigen Jubiläum
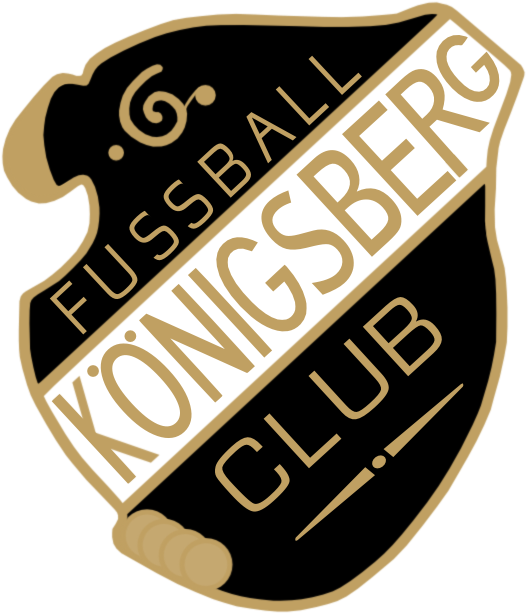
Logo des FC Königsberg.